# 29575 Gundlapalli
A 29575 Gundlapalli (ideiglenes jelöléssel (29575) 1998 FM51) a Naprendszer kisbolygóövében található aszteroida. A LINEAR projekt keretében fedezték fel 1998. március 20-án.